# 七背鰭條角莖鱂
七背鰭條角莖鱂，為輻鰭魚綱鯉齒目鯉齒亞目花鳉科的其中一種，分布於南美洲巴西南里奧格蘭德州Jacuí河流域，體長可達2.4公分，屬雜食性，生活習性不明。

## 擴展閱讀
維基物種上的相關：七背鰭條角莖鱂